# Eugène Murer (pictură de Renoir)
Eugène Murer este o pictură în ulei pe pânză realizată de artistul francez Pierre-Auguste Renoir în 1877. Este un portret al patiserului, artistului, scriitorului, colecționarului și sponsorului Hyacinthe-Eugène Meunier (1841-1906), cunoscut popular sub numele de Eugène Murer. A fost achiziționată de Metropolitan Museum of Art în 2002. Acest portret al lui Eugène este unul dintre cele patru tablouri ale familiei Murer realizate de Renoir, printre care se numără două ale surorii vitrege a lui Eugène, Marie (Portretul domnișoarei Marie Murer) și unul al fiului său, Paul (Portretul lui Paul Meunier). Murer a fost unul dintre cei mai mari susținători ai impresioniștilor în anii 1870, dar a plătit prețuri mici pentru operele acestora. Se estimează că Renoir a primit 100 de franci pentru fiecare portret cumpărat de Murer.